# Lepisiota nigriventris
Lepisiota nigriventris är en myrart som först beskrevs av Carlo Emery 1899.  Lepisiota nigriventris ingår i släktet Lepisiota och familjen myror. Inga underarter finns listade i Catalogue of Life.